# Тинга (храна)
Тинга је мексичко јело направљено од исецкане пилетине у сосу од парадајза, чипотле чилија у адобу и сеченог лука. Често се служи на тостади и прати слој пропрженог пасуља. Може се прелити кришкама авокада, исецканом зеленом салатом, измрвљеним сиром, мексичком кремом и салсом. 
Иако се тинга данас конзумира широм централног и јужног Мексика, претпоставља се да је настала у Пуебли, у Мексику. У свом Diccionario de mejicanismos (1895) Франциско Ј. Сантамарија дефинише тингу као колоквијални термин који се односи на нешто „вулгарно“ или „неуредно“, међутим не дефинише етимолошко порекло такве речи. 
Тинга се први пут документује у La cocinera poblana 1881. Описује седам различитих рецепата тинге.